# あかね色に染まる坂 キャラクターソング
『あかね色に染まる坂 キャラクターソング』は、Lantisから発売されたテレビアニメ『あかね色に染まる坂』の一連のシングルシリーズである。

## 概要
2008年11月5日から同年12月25日にかけて全6タイトルが発売された。各タイトルごとにキャラクターソングが2曲ずつ収録されている。このうち「Four season's memory」以外はアニメのエンディングテーマとして使用された（「ワタシと彼の事情」はOVA『あかね色に染まる坂 ハードコア』、その他はTVシリーズ）。

## リリース一覧

### 片桐優姫
2008年11月5日発売。歌は片桐優姫（釘宮理恵）。「Sweet Gift」は第1・2話、「茜色 hometown」は第5話で使用された。
1. Sweet Gift [3:44]
作詞：こだまさおり、作曲・編曲：渡辺拓也
2. 茜色 hometown [4:32]
作詞：こだまさおり、作曲：吉田勝弥、編曲：安岡洋一郎
3. Sweet Gift（instrumental）
4. 茜色 hometown（instrumental）

### 白石なごみ
2008年11月5日発売。歌は白石なごみ（広橋涼）。「ワタシと彼の事情」はOVA版（上述）、「Confusion…」は第3話で使用された。
1. ワタシと彼の事情 [3:54]
作詞：こだまさおり、作曲・編曲：菊谷知樹
2. Confusion… [4:34]
作詞：こだまさおり、作曲：上田晃司、編曲：草野よしひろ
3. ワタシと彼の事情（instrumental）
4. Confusion…（instrumental）

### 綾小路華恋
2008年11月26日発売。歌は綾小路華恋（加藤英美里）。「少女テストは難しい」は第4話、「Cherry pink mystery」は第6話で使用された。
1. 少女テストは難しい [3:55]
作詞：畑亜貴、作曲：松下貴司、編曲：鈴木マサキ
2. Cherry pink mystery [4:00]
作詞：畑亜貴、作曲・編曲：橋本由香利
3. 少女テストは難しい（instrumental）
4. Cherry pink mystery（instrumental）

### 椎名観月
2008年11月26日発売。歌は椎名観月（田中理恵）。「Make a miracle!」は第7話、「chu.chu.ru.の約束」は第9話で使用された。
1. Make a miracle! [4:03]
作詞：こだまさおり、作曲：吉田勝弥、編曲：安藤高弘
2. chu.chu.ru.の約束 [4:24]
作詞：こだまさおり、作曲：上田晃司、編曲：菊谷知樹
3. Make a miracle!（instrumental）
4. chu.chu.ru.の約束（instrumental）

### 霧生つかさ
2008年12月25日発売。歌は霧生つかさ（井上麻里奈）。第8話で「ラブダイビング」が使用された。
1. ラブダイビング [4:00]
作詞：畑亜貴、作曲：福本公四郎、編曲：鈴木マサキ
2. Four season's memory [4:17]
作詞：畑亜貴、作曲：吉田勝弥、編曲：渡辺拓也
3. ラブダイビング（instrumental）
4. Four season's memory（instrumental）

### 長瀬湊
2008年12月25日発売。歌は長瀬湊（平野綾）。「目覚めない wish…」は第10・11話、「ai・ココカラ」は第12話（最終話）で使用された。
1. 目覚めない wish… [3:48]
作詞：こだまさおり、作曲：星一生、編曲：伊藤俊
2. ai・ココカラ [3:40]
作詞：こだまさおり、作曲：星一生、編曲：和教
3. 目覚めない wish…（instrumental）
4. ai・ココカラ（instrumental）